# Алхимия (альбом)
«Алхимия» — шестой альбом фолк-рок-группы «Мельница», вышедший 9 октября 2015 года. Тур в поддержку альбома начался 10 октября в Екатеринбурге, в Москве группа презентовала новый альбом 23 октября в Stadium Live.
«Алхимия» — первая часть задуманного группой концептуального диптиха, вторая часть которого, альбом «Химера» вышла 15 октября 2016 года. Группа работала параллельно над обеими частями.
На песню «Прощай» был снят клип, премьера которого состоялась 3 сентября 2016 года — в день рождения Хелависы.
Хелависа назвала «Алхимию» лучшим альбомом группы:

Мы считаем, что это — наша лучшая работа на сегодняшний день. Писались мы достаточно быстро. Управились за лето. Но этому предшествовала большая подготовительная работа.— Хелависа

## Рецензии
Юлий Ким младший с сайта «Мир Фантастики» дал альбому 4 балла из 10. Он посчитал, что у «Алхимии» много проблем: однообразное звучание, хромающее качество сведения треков, невнятная концепция и недостаточное количество хитов, а также что «Алхимия» во всём слабее «Ангелофрении». Не вызвала его претензий только композиция «Тристан». Из плюсов он отметил качество исполнения и вокал Хелависы.
Алексей Мажаев из InterMedia, давший альбому 4 балла из 5, отметил разнообразие альбома по музыке и наличие песен как в «кельтском» стиле, так и в «рок-фестивальном», «стадионном». Рецензент предположил, что песни «Анестезия» и «Прощай» могут стать радиохитами и добавить новых слушателей группе. Также к потенциальным хитам он отнёс и песню «Война». «Альбом способен зацепить практически всех, причём разных слушателей — с разных сторон», — подытожил Мажаев.
Гуру Кен с сайта newsmuz.com удивился тому, что после «Диких трав» и «Ангелофрении», намекавших на стадионный фолк-рок, «вдруг выходит камерный, почти акустический, альбом со скрипочками и виолончелями». В песне «Прощай» Кен увидел отсылку к Борису Гребенщикову, а также отметил сходство «Войны» с «Поездом в огне» «Аквариума». В целом рецензент посчитал, что «Мельница» посерьёзнела и ушла от сказок и мифологии и стала петь на более реальные, взрослые темы.

## Список композиций
| №  | Песня                                        | Время | Музыка                    | Текст                    |
| -- | -------------------------------------------- | ----- | ------------------------- | ------------------------ |
| 1  | Gaudete                                      | 3:02  | Хелависа                  | Хелависа                 |
| 2  | Анестезия                                    | 4:35  | Хелависа                  | Хелависа                 |
| 3  | Марсианский экспресс                         | 4:03  | Хелависа, Сергей Вишняков | Хелависа                 |
| 4  | Никогда                                      | 5:18  | Хелависа, Сергей Вишняков | Хелависа                 |
| 5  | Золото тумана                                | 3:37  | Сергей Вишняков           | Хелависа                 |
| 6  | Об устройстве небесного свода                | 3:48  | Хелависа                  | Хелависа, Ольга Лишина   |
| 7  | Радость моя (при участии Эдмунда Шклярского) | 3:34  | Хелависа                  | Хелависа, Иван Малютин   |
| 8  | St. Exupery Blues                            | 4:04  | Хелависа                  | Хелависа                 |
| 9  | Тристан                                      | 3:14  | Сергей Вишняков           | Хелависа, Иван Малютин   |
| 10 | Прощай                                       | 3:53  | Хелависа                  | Хелависа, Ольга Лишина   |
| 11 | Война                                        | 6:31  | Хелависа, Сергей Вишняков | Хелависа                 |
| 12 | Dreadnought                                  | 4:04  | Хелависа, Сергей Вишняков | Хелависа, Кирилл Баринов |
|    |                                              | 49:43 |                           |                          |

## Участники записи
- Хелависа — вокал, бэк-вокал, кельтские арфы, клавиши, аранжировки
- Сергей Вишняков — гитары, электроника, клавишные, бэк-вокал, аранжировки
- Алексей Орлов — виолончели
- Алексей Кожанов — бас-гитары, аранжировки
- Дмитрий Фролов — барабаны, перкуссия
- Дмитрий Каргин — флейта, тин-висл, мелодика, блок-флейта
- Борис Истомин — режиссёр записи, сведения и мастеринга

### Приглашённые музыканты
- Александр Шимчук — волынка uileann pipes (9, 11)
- Ольга Олейникова, Анна Дубинская, Евгений Вознюк — вокал (1)
- Universal Music Band: Семен Денисов — скрипка, Иван Муратиди — скрипка, Вартан Даракчян — альт, Михаил Звонников — виолончель (3, 5, 12)